# Callopora sedovi
Callopora sedovi är en mossdjursart som beskrevs av Arnold Girard Kluge 1962. Callopora sedovi ingår i släktet Callopora och familjen Calloporidae. Inga underarter finns listade i Catalogue of Life.